# Neomyrina hiemalis
Neomyrina hiemalis är en fjärilsart som beskrevs av Frederick DuCane Godman och Osbert Salvin 1878. Neomyrina hiemalis ingår i släktet Neomyrina och familjen juvelvingar. Inga underarter finns listade i Catalogue of Life.